# Casa d'Israel
La Casa d'Israel és una comunitat jueva a Ghana. Aquesta comunitat pot ser una de les deu tribus perdudes d'Israel. El grup no està reconegut com a jueu per les principals fonts jueves.

## Història dels jueus a Ghana
Ha establert llaços amb els jueus de tot el món, a finals del segle XX i per tant, han rebut material didàctic sobre el judaisme modern i vital, com ara textos Tanakhs, Siddurim, etc.

## Reivindicada ascendència jueva
Diversos ancians de la tribu dels Sefwi han estat explorant la possibilitat d'una ascendència jueva al seu poble, i alguns afirmen haver reconegut el seu passat jueu. Com a resultat d'això, el líder de la Casa d'Israel se li va concedir una parcel·la de terra sobre la qual construirà una escola jueva perquè els nens no estiguin obligats a assistir a una de cristiana.